# Atropha luteoclypeata
Atropha luteoclypeata là một loài tò vò trong họ Ichneumonidae.